# Hendrikus Jacobus Maria van der Weiden
Hendrikus Jacobus Maria van der Weiden (Heemstede, 10 juli 1896 – Helmond, 22 oktober 1957) was een Nederlands burgemeester.
Na het gymnasium van de Abdij Berne in Heeswijk was hij eerst vijf jaar werkzaam bij gemeentesecretarie van Boxtel en daarna een vergelijkbare periode bij de gemeentesecretarie van Best. In november 1923 werd Van der Weiden op 27-jarige leeftijd burgemeester van Stiphout. Hij was toen de jongste burgemeester van Noord-Brabant. Vanaf maart 1942 was hij de burgemeester van Beek en Donk waarbij hij als waarnemend burgemeester van Stiphout aanbleef. Tijdens die burgemeesterschappen overleed hij eind 1957 op 61-jarige leeftijd. In Beek en Donk is naar hem de 'Burgemeester van der Weidenlaan' vernoemd. In Stiphout, sinds 1967 ingelijfd bij Helmond, is de Van der Weidenstraat naar hem vernoemd. Hij ligt begraven op het kerkhof in Stiphout.